# Mirja Lehtonen
Mirja Annikki „Mirkku“ Lehtonen (* 19. Oktober 1942 in Uurainen; † 25. August 2009 in Multia) war eine finnische Skilangläuferin.

## Werdegang
Lehtonen, die für den Uuraisten Urheilijat startete, errang im Jahr 1961 bei den Svenska Skidspelen in Falun den zweiten Platz mit der Staffel. Im folgenden Jahr gewann sie bei den Nordischen Skiweltmeisterschaften 1962 in Zakopane die Bronzemedaille und belegte über 5 km und über 10 km den fünften Rang. Im März 1962 siegte sie bei den Lahti Ski Games über 10 km. Im selben Jahr wurde sie bei den Svenska Skidspelen Zweite über 10 km und Erste mit der Staffel. Im Jahr 1963 kam sie bei den Lahti Ski Games auf den zweiten Platz über 10 km und bei den Svenska Skidspelen auf den zweiten Platz mit der Staffel und zudem auf den ersten Rang über 10 km. Bei ihrer einzigen Olympiateilnahme im Februar 1964 in Innsbruck gewann sie die Silbermedaille über 5 km und Bronze mit der 3 × 5-km-Staffel. Über 10 km errang sie dort den zehnten Platz. Bei den Svenska Skidspelen 1964 in Kiruna wurde sie Zweite mit der Staffel. In ihrem letzten Jahr als aktive Skilangläuferin im Jahr 1965 siegte sie bei den Svenska Skidspelen mit der Staffel und über 10 km. Im März 1965 gelang ihr bei den Lahti Ski Games der dritte Rang über 10 km. Bei finnischen Meisterschaften siegte sie dreimal über 10 km (1961–1963) und zweimal über 5 km (1963, 1964).
1961 und 1963 wurde sie Sportler des Jahres in Finnland.